# Camicie rosse (Anita Garibaldi)
Camicie rosse (Anita Garibaldi) è un film del 1952 diretto da Goffredo Alessandrini.

## Trama
Caduta la Repubblica Romana (1849), Ana Maria de Jesus Ribeiro da Silva segue l'Eroe dei due mondi nella sua marcia attraverso San Marino e il nord Italia, esortando continuamente i suoi soldati a non abbandonare la battaglia per la liberazione della Patria dagli austriaci.

## Produzione
Le riprese del film iniziarono nell'agosto 1950 diretto dal francese Maurice Cam, mentre tra gli attori figuravano: Massimo Serato nella parte di Garibaldi, Gino Cervi nella parte del Passatore, Giulio Stival in quella di don Verità, Memo Benassi in quella del capitano Nullo, Enzo Coppola nella parte del gaucho Pedro e Gianni Santuccio in quella del generale Gorkowsky. Ad ottobre il progetto si bloccò e tutta la troupe e gli attori, ad eccezione di Anna Magnani, furono sostituiti. La causa venne attribuita alla stessa Magnani, con potere decisionale sulla sceneggiatura e insoddisfatta della distribuzione dei ruoli. Inizialmente il nuovo regista prescelto fu Aldo Vergano, ma in seguito venne sostituito anch'esso.
Fu infine scelto come regista Goffredo Alessandrini, ex marito di Anna Magnani, ma a causa di disaccordi con quest'ultima, abbandonò il set prima della fine delle riprese che furono completate dall'aiuto regista Francesco Rosi.

## Critica
Il Morandini commenta: «è un film d'impianto nazional-popolare che non manca di pagine efficaci, ma poco riuscito. Veemente Anita, la Magnani tira troppo la coperta dalla propria parte, non contrastata da Vallone che fa un Garibaldi da presepe».